# 勧請縄
勧請縄（かんじょうなわ）は、村境（地域・地区の域内・外のさかい）に、呪物を付した注連縄を張る習慣。道切りとも呼ばれる。

## 概要
日本全国の農村地域では、疫病などの災厄が域内に入るのを防いだり、災厄を賦与して域内から追い出す意味合いで、藁や草で作った縄、人形、わらじなどを村境に祀る例が残る。近畿地方周辺では、福井県若狭地方、滋賀県湖東・湖南地方、三重県伊賀地方、奈良県東部山間部、京都府南山城地域などにまとまって分布しており、勧請縄の他、勧請吊（かんじょうつり）という呼称もある。

### 各地の勧請縄
- 飛鳥路の勧請縄行事（京都府相楽郡笠置町飛鳥路区 無形民俗文化財 平成10年（1998年）登録）
飛鳥路区でおこなわれている勧請縄行事は、村内の招福や安全を祈るため、毎年1月初旬に各戸より1人ずつ出て注連縄を作り、集落を南北に流れる布目川に渡す行事である。注連縄には農具や生活用品、また男根や女陰をかたどった藁製のツクリモノを下げる[6]。

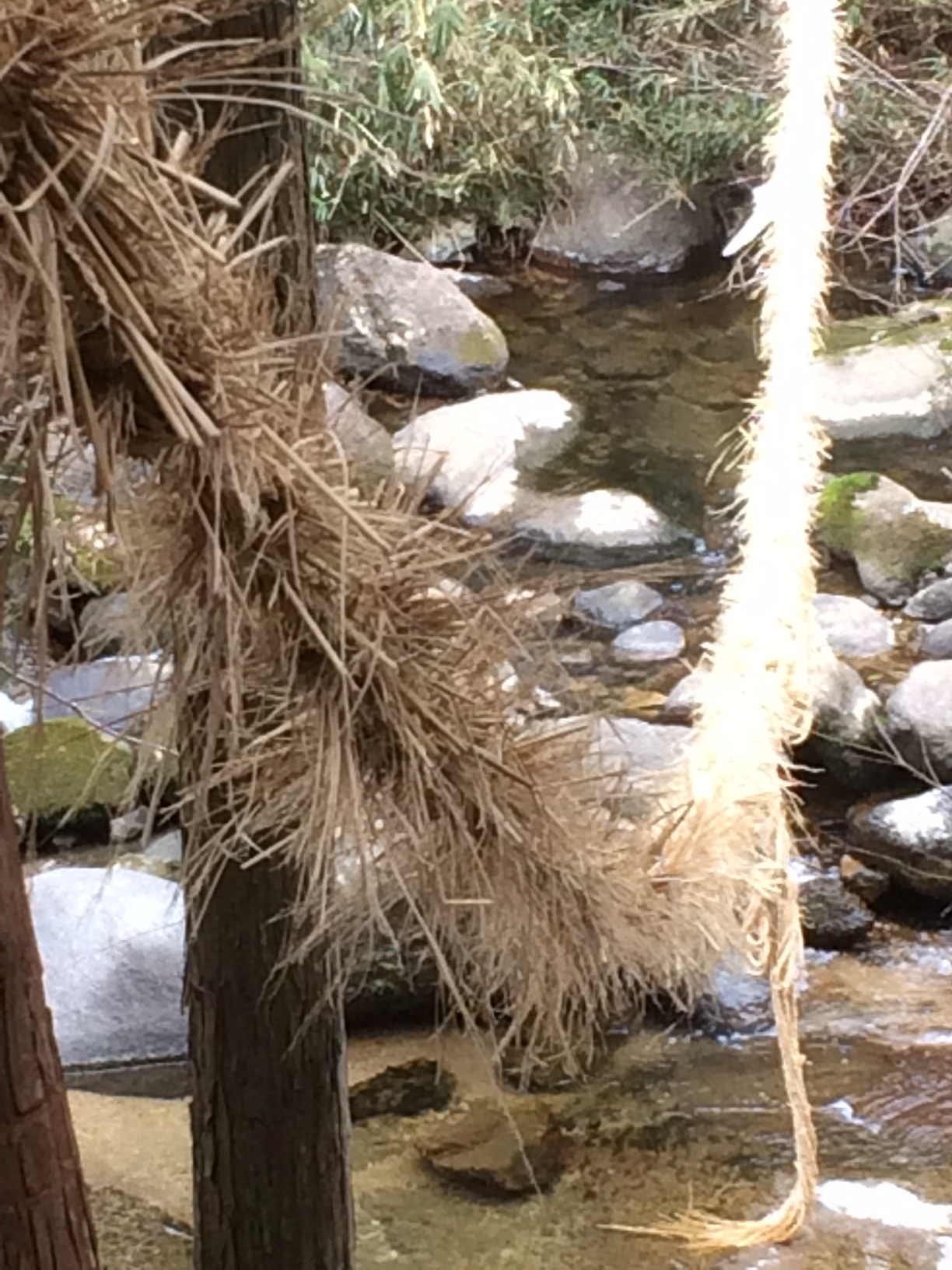
笠置町飛鳥路勧請縄
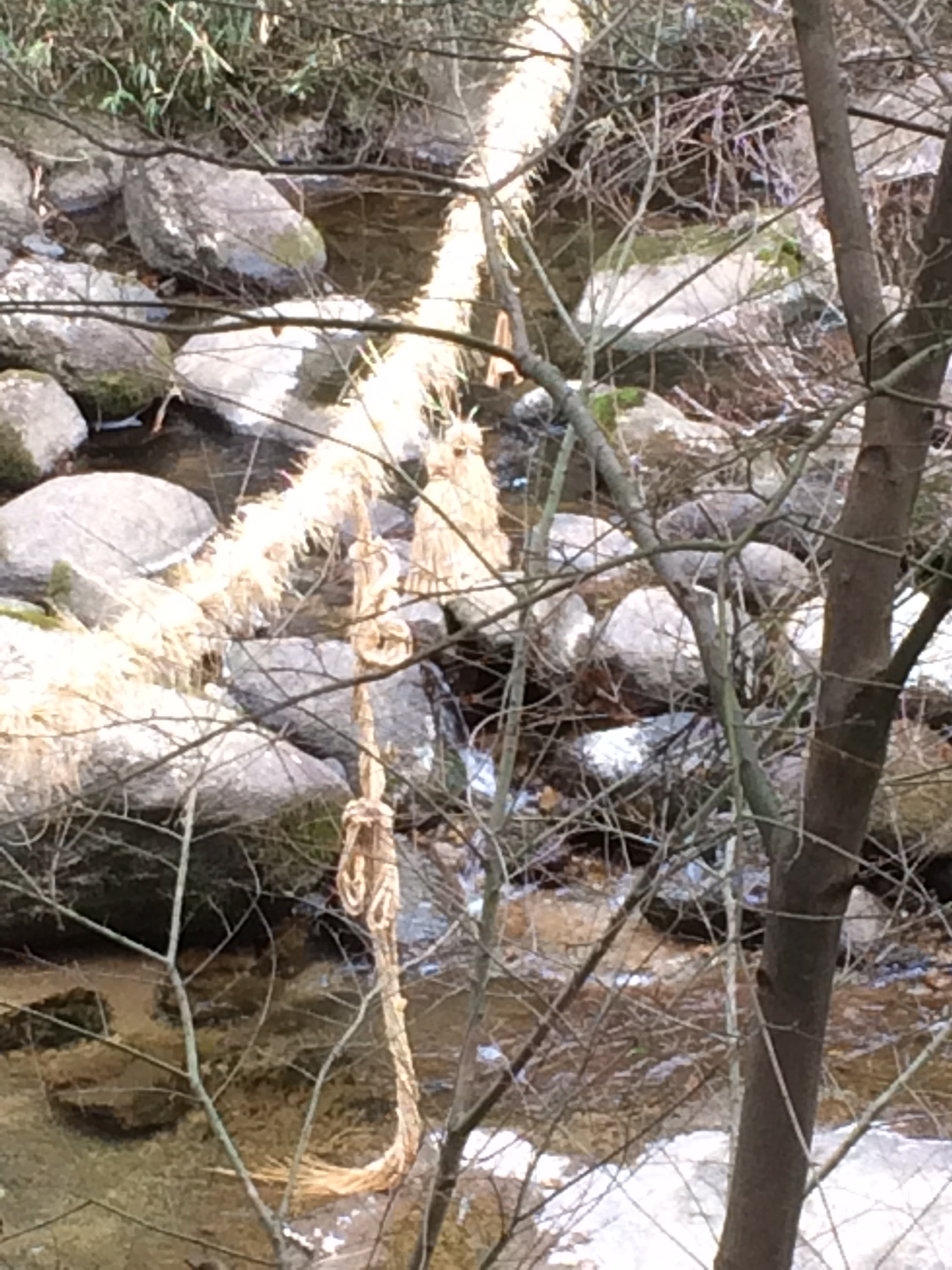
同
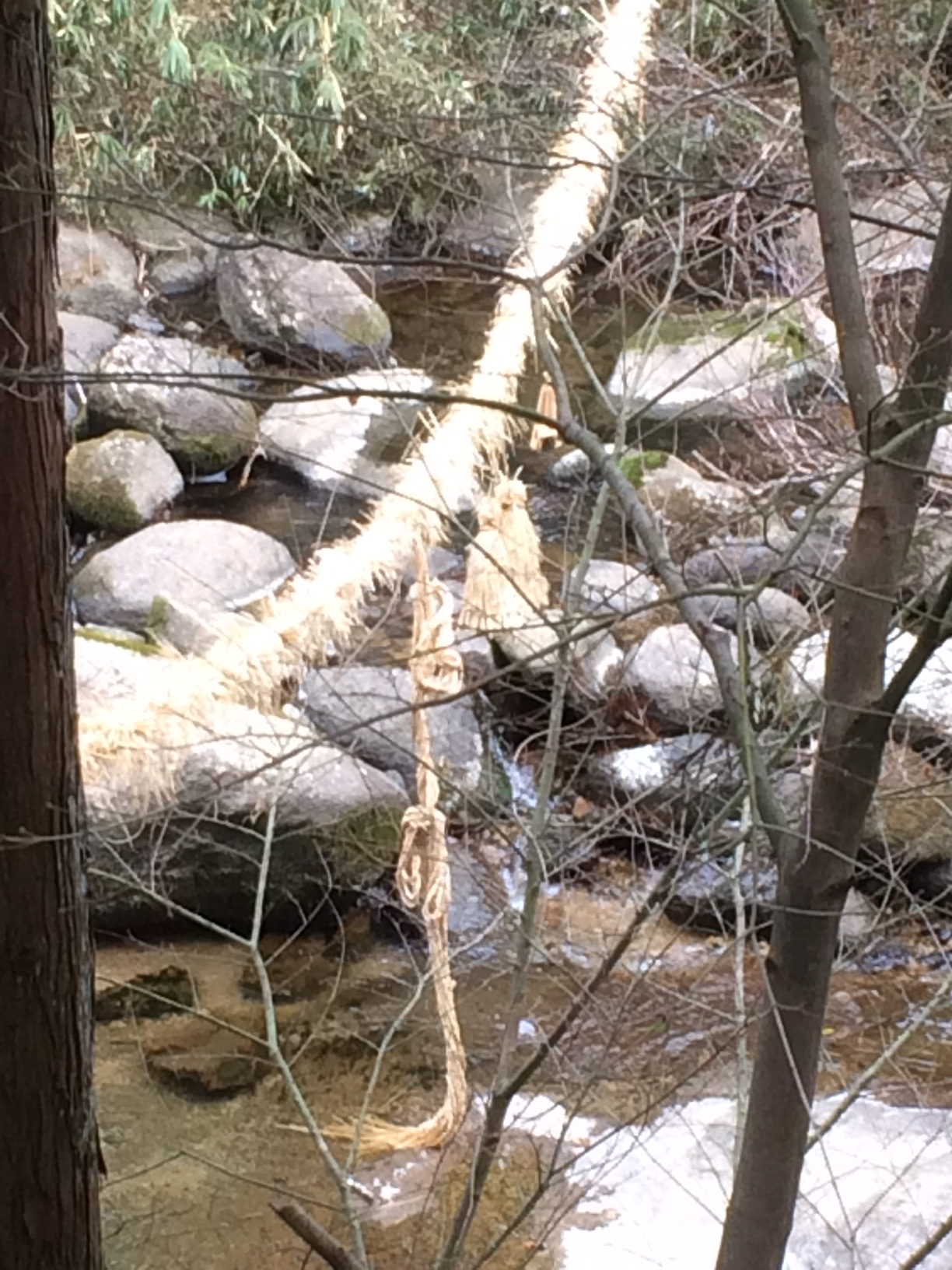
同
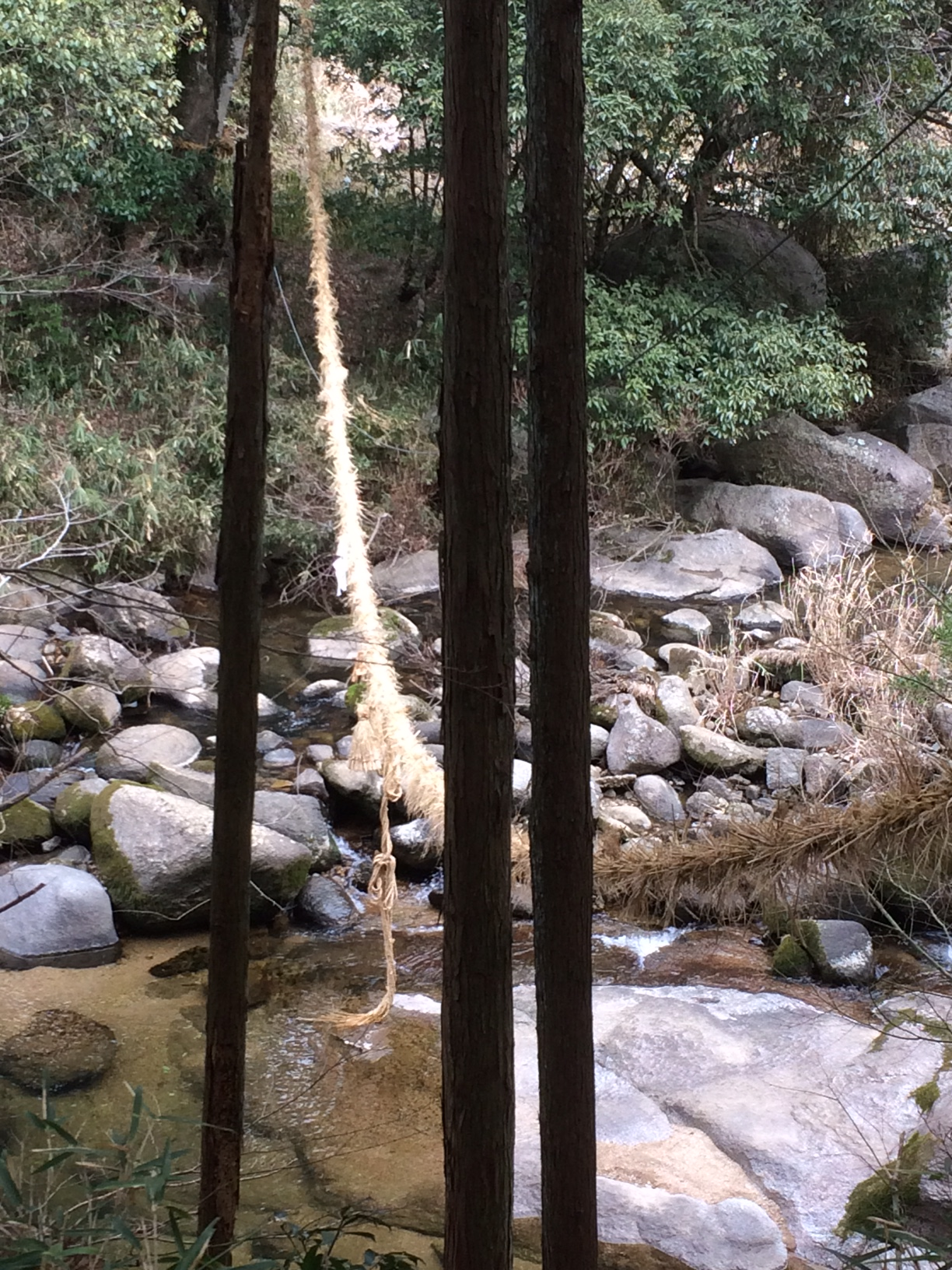
同
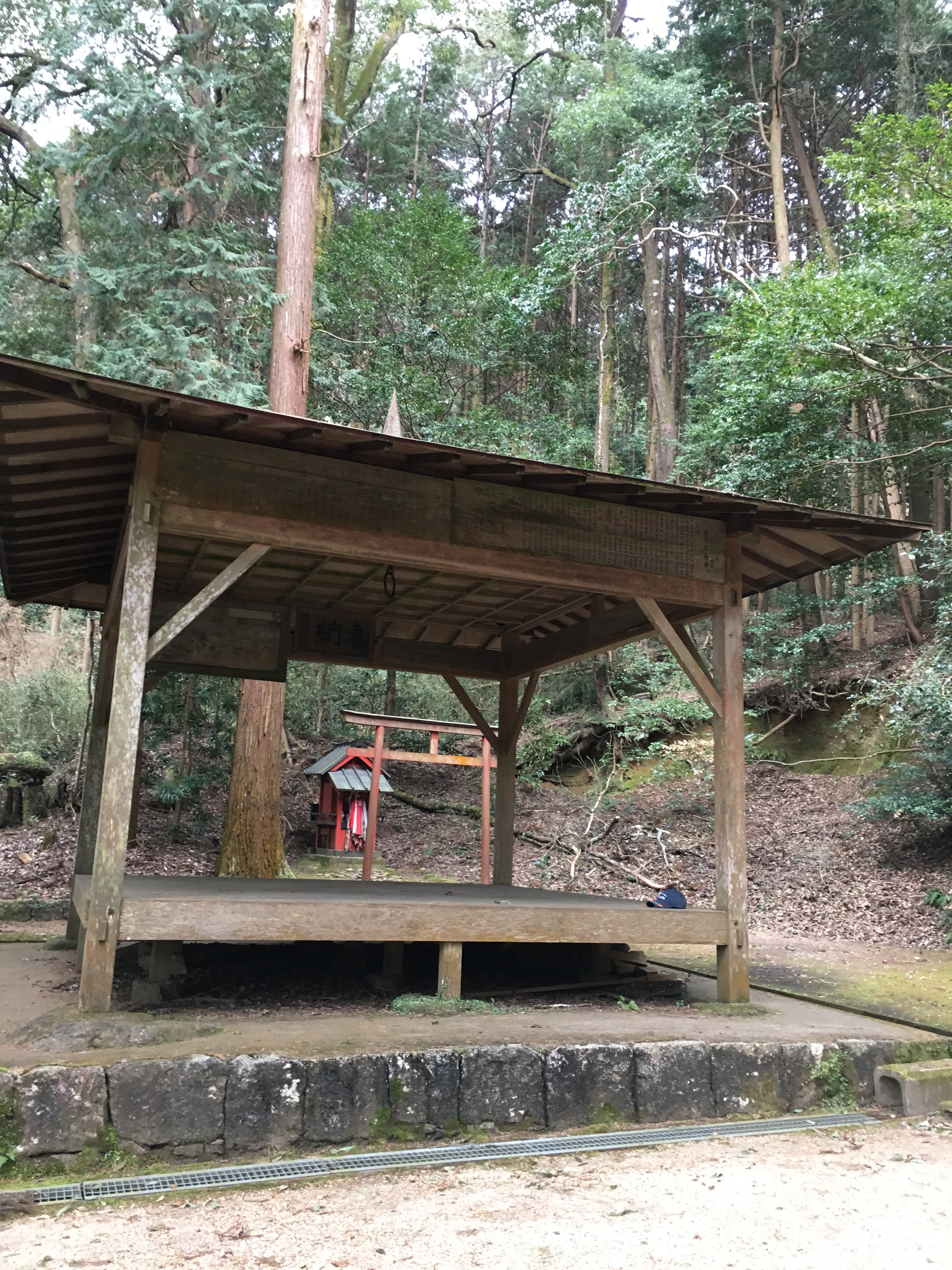
笠置町天照御門神社の舞台。勧請縄の作成はここで行われる。